# Haploa carolina
Haploa carolina là một loài bướm đêm thuộc phân họ Arctiinae, họ Erebidae.